# Miami Heat 1988-1989
La stagione 1988-89 dei Miami Heat fu la 1ª nella NBA per la franchigia.
I Miami Heat arrivarono sesti nella Midwest Division della Western Conference con un record di 15-67, non qualificandosi per i play-off.

## Risultati
| Squadra           | V  | P  | %    | GB |
| ----------------- | -- | -- | ---- | -- |
| Utah Jazz         | 51 | 31 | 62,2 | -  |
| Houston Rockets   | 45 | 37 | 54,9 | 6  |
| Denver Nuggets    | 44 | 38 | 53,7 | 7  |
| Dallas Mavericks  | 38 | 44 | 46,3 | 13 |
| San Antonio Spurs | 21 | 61 | 25,6 | 30 |
| Miami Heat        | 15 | 67 | 18,3 | 36 |

## Roster
| N° | Naz.                   | Ruolo | Sportivo          | Anno | Alt. | Peso \|\| |
| -- | ---------------------- | ----- | ----------------- | ---- | ---- | --------- |
| 2  | Stati Uniti (bandiera) | G     | Rory Sparrow      | 1958 | 188  | 79        |
| 3  | Stati Uniti (bandiera) | G     | Anthony Taylor    | 1965 | 193  | 79        |
| 4  | Stati Uniti (bandiera) | C     | Rony Seikaly      | 1965 | 211  | 104       |
| 10 | Stati Uniti (bandiera) | G     | Kelvin Upshaw     | 1963 | 188  | 82        |
| 10 | Stati Uniti (bandiera) | G     | Clinton Wheeler   | 1959 | 185  | 84        |
| 11 | Stati Uniti (bandiera) | G     | Craig Neal        | 1964 | 196  | 75        |
| 20 | Stati Uniti (bandiera) | G     | Jon Sundvold      | 1961 | 188  | 77        |
| 21 | Stati Uniti (bandiera) | G     | Kevin Edwards     | 1965 | 191  | 86        |
| 31 | Stati Uniti (bandiera) | G     | Dwayne Washington | 1964 | 188  | 86        |
| 34 | Stati Uniti (bandiera) | A     | Todd Mitchell     | 1966 | 201  | 93        |
| 40 | Stati Uniti (bandiera) | A     | Sylvester Gray    | 1967 | 198  | 104       |
| 41 | Stati Uniti (bandiera) | AC    | Dave Popson       | 1964 | 208  | 100       |
| 42 | Stati Uniti (bandiera) | AC    | Pat Cummings      | 1956 | 206  | 104       |
| 43 | Stati Uniti (bandiera) | A     | Grant Long        | 1966 | 203  | 102       |
| 44 | Stati Uniti (bandiera) | AC    | Scott Hastings    | 1960 | 208  | 107       |
| 45 | Stati Uniti (bandiera) | C     | John Shasky       | 1964 | 211  | 107       |
| 55 | Stati Uniti (bandiera) | A     | Billy Thompson    | 1963 | 201  | 88        |

## Staff tecnico
- Allenatore: Ron Rothstein
- Vice-allenatori: Tony Fiorentino, Dave Wohl